# 新诺福克
新诺福克（英語：New Norfolk）是澳大利亚塔斯马尼亚州的一个城镇，位于德文特河河畔。新诺福克距离霍巴特35公里。总人口5,230 (2006年)。该地最早的居民于1808年来自诺福克岛。1825年前该镇曾名“伊丽莎白镇”。该镇隶属德文特谷地方政府区。

## 引用文献
1. 1 2  . Government of Tasmania Resource Planning and Development Commission. 2005-05-02  [2005-12-19]. （原始内容存档于2006-09-29）.